# Cazumbá

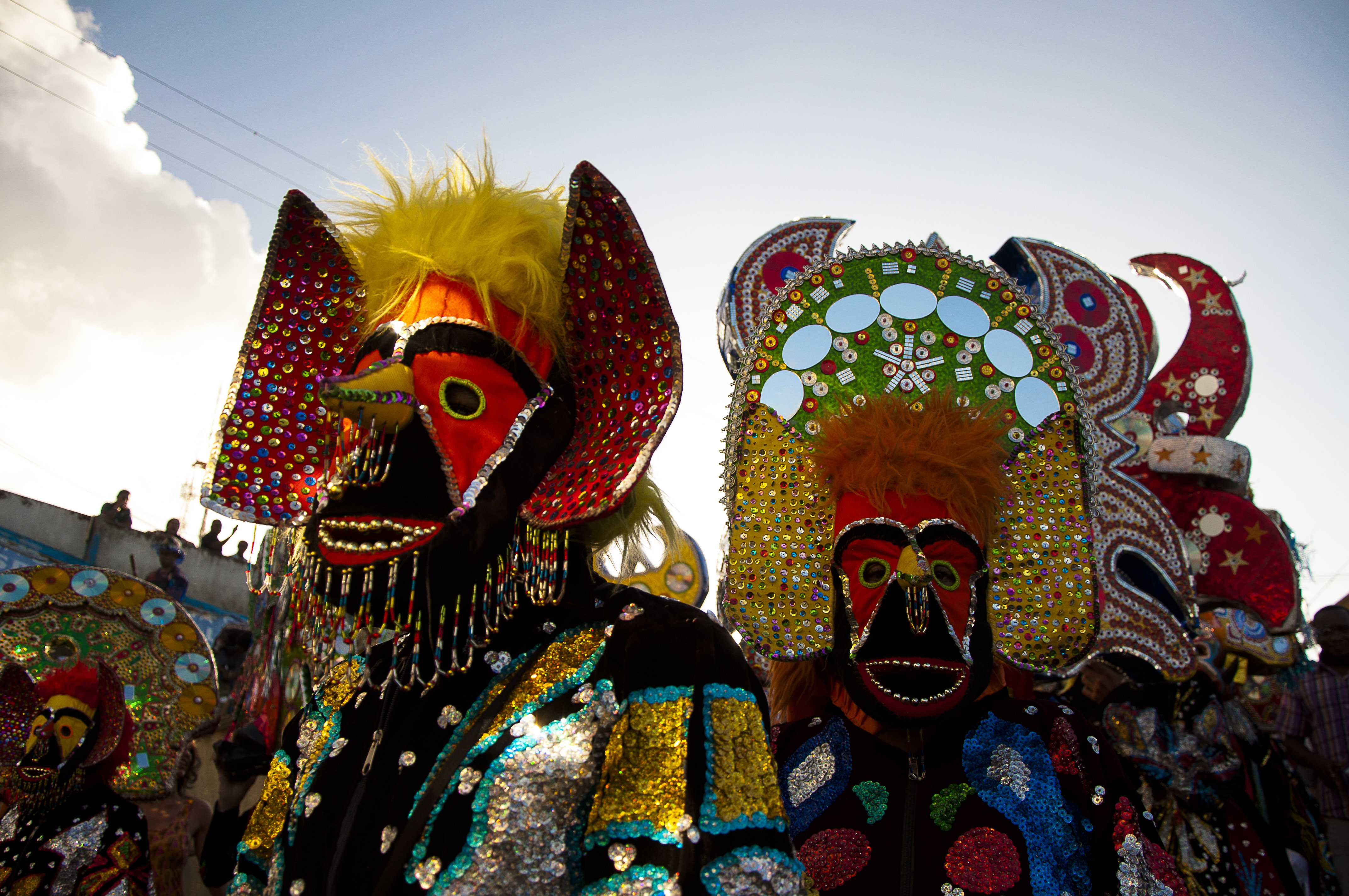
Nem homem, nem mulher, e nem animal: é um ser mágico

Cazumbá ou Cazumba é uma figura icônica e folclórica do bumba meu boi, uma manifestação cultural tradicional do Brasil, especialmente popular no estado do Maranhão. O cazumbá é conhecido por sua aparência mística e seu papel significativo nas celebrações, desempenhando tanto funções de entretenimento quanto de simbolismo cultural.
O personagem Cazumbá ou Cazumba é encontrado principalmente nos grupos de boi da Região da Baixada Maranhense, área de campos alagados em torno do Lago de Viana, aparecendo, sobretudo nos Municípios de Viana, Penalva, São Vicente, Cajapió, Matinha, São João Batista, São Bento e Pindaré. O Cazumba se apresenta regularmente em alguns grupos de boi de São Luís, sobretudo no boi da Floresta de seu Apolônio Melônio e em outros. Atualmente este personagem tem bastante popularidade.

## Aparência
O cazumbá é facilmente reconhecido por sua máscara colorida e expressiva, que é uma característica marcante dessa figura. As máscaras são frequentemente feitas de materiais como madeira, papel machê ou tecido, e possuem traços exagerados e cores vibrantes. Além da máscara, o cazumbá veste roupas coloridas e decoradas, geralmente confeccionadas com tecidos brilhantes e detalhados, que contribuem para seu visual chamativo e festivo.

## Papel na celebração
O cazumbá desempenha diversos papéis importantes nas festividades do bumba meu boi. Em várias versões das celebrações, o cazumbá é visto como um guardião que protege os participantes (brincantes) e o próprio boi durante as apresentações. Sua presença é considerada uma forma de assegurar a segurança e o bem-estar de todos envolvidos. Incorporando elementos sobrenaturais e mágicos, o cazumbá reforça o caráter místico e ritualístico das celebrações do bumba meu boi. Essa figura pode estar associada a rituais de cura, proteção e renovação espiritual, atuando como um intermediário entre o mundo físico e o espiritual. Durante as apresentações, o cazumbá interage de maneira lúdica e brincalhona com o público, criando um vínculo entre os brincantes e a plateia. Essa interação torn17/12/09a a celebração mais envolvente e participativa, destacando o aspecto comunitário do bumba meu boi.